# Papionini
Papionini – plemię ssaków naczelnych z podrodziny koczkodanów (Cercopithecinae) w rodzinie koczkodanowatych (Cercopithecidae).

## Zasięg występowania
Plemię obejmuje gatunki występujące w Afryce i Azji.

## Systematyka
Do plemienia należą następujące występujące współcześnie rodzaje:
- Macaca Lacépède, 1799 – makak
- Cercocebus É. Geoffroy Saint-Hilaire, 1812 – mangaba
- Mandrillus Ritgen, 1824 – mandryl
- Lophocebus Palmer, 1903 – mangabka
- Rungwecebus Davenport, Stanley, Sargis, De Luca, Mpunga, Machaga & Olson, 2005 – kipunja – jedynym przedstawicielem jest Rungwecebus kipunji (Ehardt, Butynski, T. Jones & Davenport, 2005) – kipunja wyżynna
- Papio Erxleben, 1777 – pawian
- Theropithecus I. Geoffroy Saint-Hilaire, 1843 – dżelada – jedynym żyjącym współcześnie przedstawicielem jest Theropithecus gelada (Rüppell, 1835) – dżelada brunatna

Opisano również rodzaje wymarłe:
- Dinopithecus Broom, 1937[35] – jedynym przedstawicielem jest Dinopithecus ingens Broom, 1937
- Gorgopithecus Broom & J.T. Robinson, 1949[36] – jedynym przedstawicielem jest Gorgopithecus major (Broom, 1940)
- Paradolichopithecus Necrasov, Samson & Rădulescu, 1961[37]
- Parapapio T.R. Jones, 1937[38]
- Pliopapio Frost, 2001[39] – jedynym przedstawicielem jest Pliopapio alemui Frost, 2001
- Procercocebus Gilbert, 2007[40] – jedynym przedstawicielem jest Procercocebus antiquus (Haughton, 1925)
- Procynocephalus Schlosser, 1924[41]
- Soromandrillus Gilbert, 2013[42] – jedynym przedstawicielem jest Soromandrillus quadratirostris (Iwamoto, 1982)